# Dynastia Jin (265–420)
Dynastia Jin (chiń. upr. 晋朝; chiń. trad. 晉朝; pinyin Jìn Cháo; Wade-Giles Chin Ch’ao) – dynastia rządząca Chinami po Okresie Trzech Królestw (220-265). Po stosunkowo stabilnym okresie nazywanym Zachodnią Dynastią Jin północ Chin została zaatakowana przez barbarzyńskie plemiona i Chiny podzieliły się od 317 na Szesnaście Królestw i Wschodnią Dynastię Jin. Po upadku tej drugiej nastał okres określany jako Dynastie Południowe i Północne.

## Zachodnia dynastia Jin

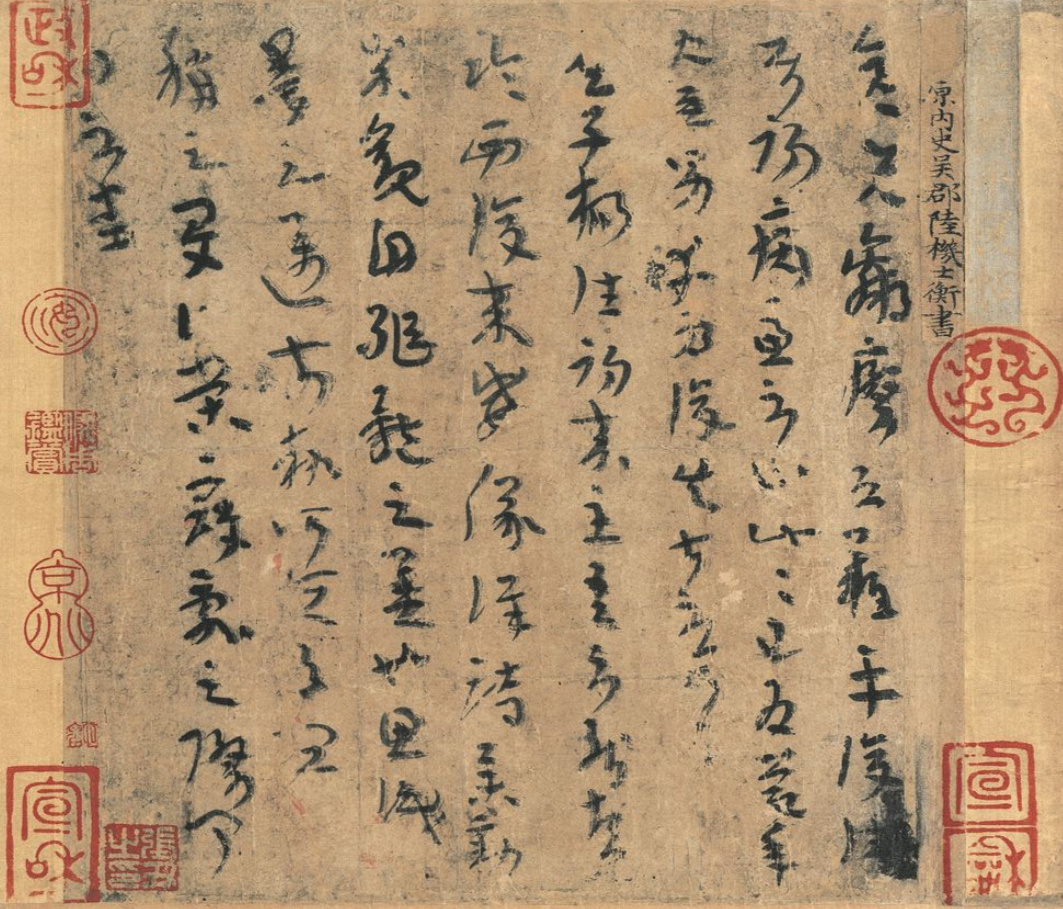
Lu Ji (261 - 303), O powrocie do zdrowia, kaligrafia w stylu trawiastym. Muzeum Pałacowe

W 263 państwo Wei, wykorzystując swoją przewagę, podbiło leżące w Syczuanie państwo Shu Han. Wcześniej w 249 rodzina Sima przejęła władzę w Wei drogą zamachu stanu i rozpoczęła eliminację sojuszników cesarskiego rodu Cao. W 265 roku Sima Yan, syn dowódcy armii Wei, zmusił cesarza do abdykacji i sam zajął tron, przemianowując państwo na Jin. Po kilkunastoletnich wojnach, w których znaczącą rolę odgrywała flota, w 280 południowe państwo Wu także zostało podbite i dynastia Jin powtórnie zjednoczyła Chiny.
Władza cesarzy Jin okazała się dość słaba: nie zdołali oni w pełni podporządkować sobie scentralizowanej biurokracji, a ustanowiony przez Wei system „dziewięciu rang urzędniczych”, w którym zdolności i umiejętności kandydatów były oceniane przez lokalnych urzędników, podupadł i w efekcie o stanowisku decydował status rodziny kandydata. Słabość władzy centralnej pogłębiały konflikty na dworze, gdzie silne klany cesarzowych atakowały się nawzajem i zagrażały rodowi cesarskiemu, czasem nawet urządzając zamachy na następców tronu. Założyciel cesarstwa Jin, cesarz Wu (265-290), w kontraście do wcześniejszej polityki Wei przydzielił cesarskim książętom lenna, wraz z prawem do posiadania prywatnych armii. W założeniu miało to uniemożliwić obalenie dynastii przez proste dokonanie przewrotu w stolicy, tj. w sposób w jaki Sima obalili Cao. W praktyce, w sytuacji gdy ociężały umysłowo następca Wu, cesarz Hui (290-306), okazał się niezdolny do sprawowania efektywnych rządów, doprowadziło to do wyniszczającej wojny domowej. Najpierw w 290 wybuchła krótka, lecz krwawa wojna między rodziną matki cesarza a rodziną jego żony, którą wygrała w 291 ta ostatnia. Kolejne książęce próby uzurpacji tronu ostatecznie doprowadziły do tzw. Rebelli Ośmiu Książat w roku 300 i wojny domowej, w której aktywny udział, jako sojusznicy i najemnicy, brały niechińskie ludy zamieszkujące północne Chiny.
Gdy walki frakcyjne doprowadziły do upadku prestiżu władzy cesarskiej i osłabiły centrum polityczne, wodzowie Xiongnu utworzyli koalicję, skupioną wokół Liu Yuana, który twierdził, że jest potomkiem cesarskiego rodu Han. W II i III wieku Xiongnu byli osadzani w północnych Chinach jako podporządkowane władzy chińskiej ludy pogranicza, stanowiąc strefę buforową zabezpieczającą przed najazdami nomadów z północy i służąc jako oddziały pomocnicze w armii chińskiej. W 304 Liu Yuan ogłosił się królem Han i wraz ze swymi mniej lub bardziej zsinizowanymi sojusznikami wystąpił przeciwko znajdującej się w rozsypce dynastii Jin. W 311 spustoszyli oni stolicę Jin, Luoyang, a pięć lat później opanowali równiny północnych Chin i zdobyli drugą ze stolic – Chang’an. Po utracie Chang’an Jin uszli na południe, gdzie założyli tzw. Wschodnią dynastię Jin, a północ stała się areną wojen między licznymi niezbyt dużymi państwami, rządzonymi przez nie-Chińczyków. Te tzw. Szesnaście Królestw panowało nad północnymi Chinami aż do roku 439.

## Wschodnia dynastia Jin

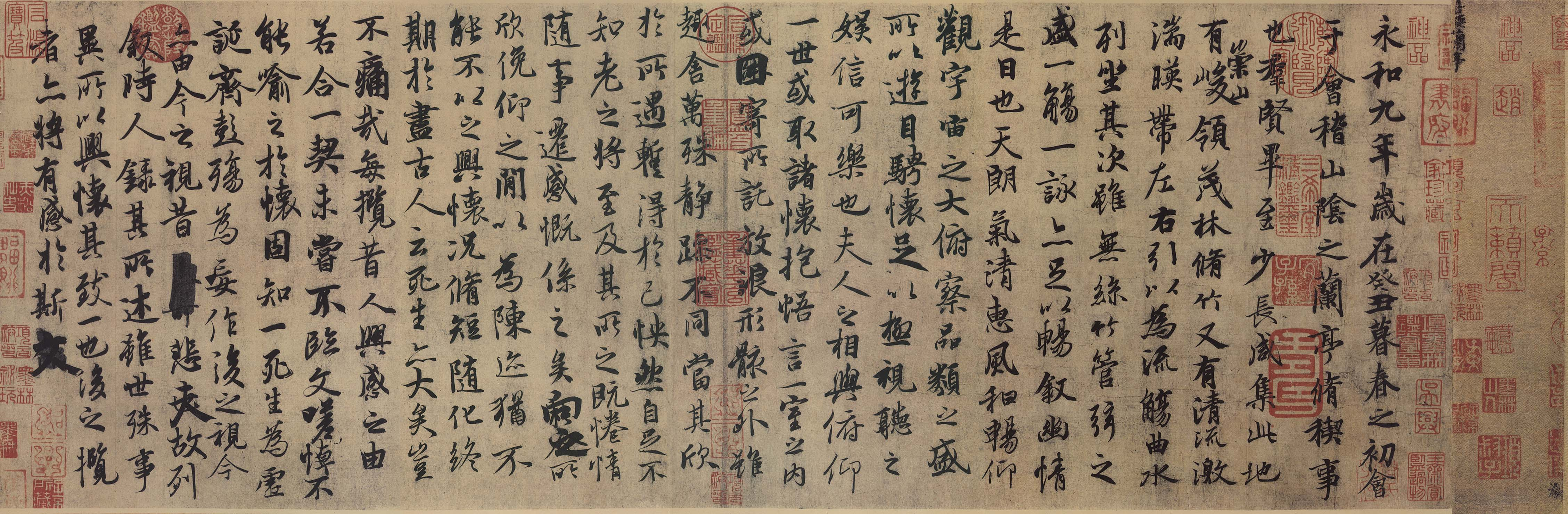
Rękopis z Altany Orchidei Wang Xizhi – kopia sporządzona przez Feng Chengsu (617-672) znajdująca się w Muzeum Pałacowym w Pekinie

Po upadku władzy dynastii Jin na Północy przeniosła się ona na Południe, ustanawiając stolicę w Jiankangu (dzis. Nankin). Władza cesarzy tej nowej, Wschodniej dynastii Jin, była słaba, zaś państwo rozsadzał konflikt pomiędzy miejscową arystokracją a przybyszami z Północy. Żeby przeciwstawić się zagrożeniu z Północy kładziono duży nacisk na rozbudowę armii, czego ubocznym skutkiem był jednak wzrost wpływów wojskowych, takich jak Huan Wen, który przejął faktyczne rządy w państwie. W 402 syn Huan Wena, Huan Xuan, ogłosił się cesarzem, i dynastię uratował jedynie bunt jednego z jego podwładnych, Liu Yu (późniejszy cesarz Wu (420-422), który z powrotem osadził na tronie marionetkowego cesarza. Liu Yu przygotowywał się do przejęcia władzy w sposób dużo bardziej metodyczny niż Huan Xuan i ostatecznie ogłosił się cesarzem w 420, zakładając tym samym nową dynastię Song. Trwałym dziedzictwem Wschodniej dynastii Jin był dalszy wzrost chińskiego Południa - pomiędzy rokiem 280 a 464 zarejestrowana populacja tego regionu miała zwiększyć się pięciokrotnie, w dużej mierze w wyniku migracji z niespokojnej Północy. Jednocześnie Południe, w sytuacji opanowania Północy przez barbarzyńców, stało się swoistym repozytorium chińskich tradycji i ważnym centrum kultury. To wówczas mieli działać pierwsi znani z imienia chińscy artyści, których dzieła pozostały punktem wyjścia dla całej późniejszej sztuki, tacy jak kaligraf Wang Xizhi i malarz Gu Kaizhi. Poddanym Jin był także jeden z najczęściej czytanych chińskich poetów wszystkich czasów, Tao Yuanming.

Lustro z brązu z przedstawieniem Xiwangmu. Wschodnia dynastia Jin. Cleveland Museum of Art
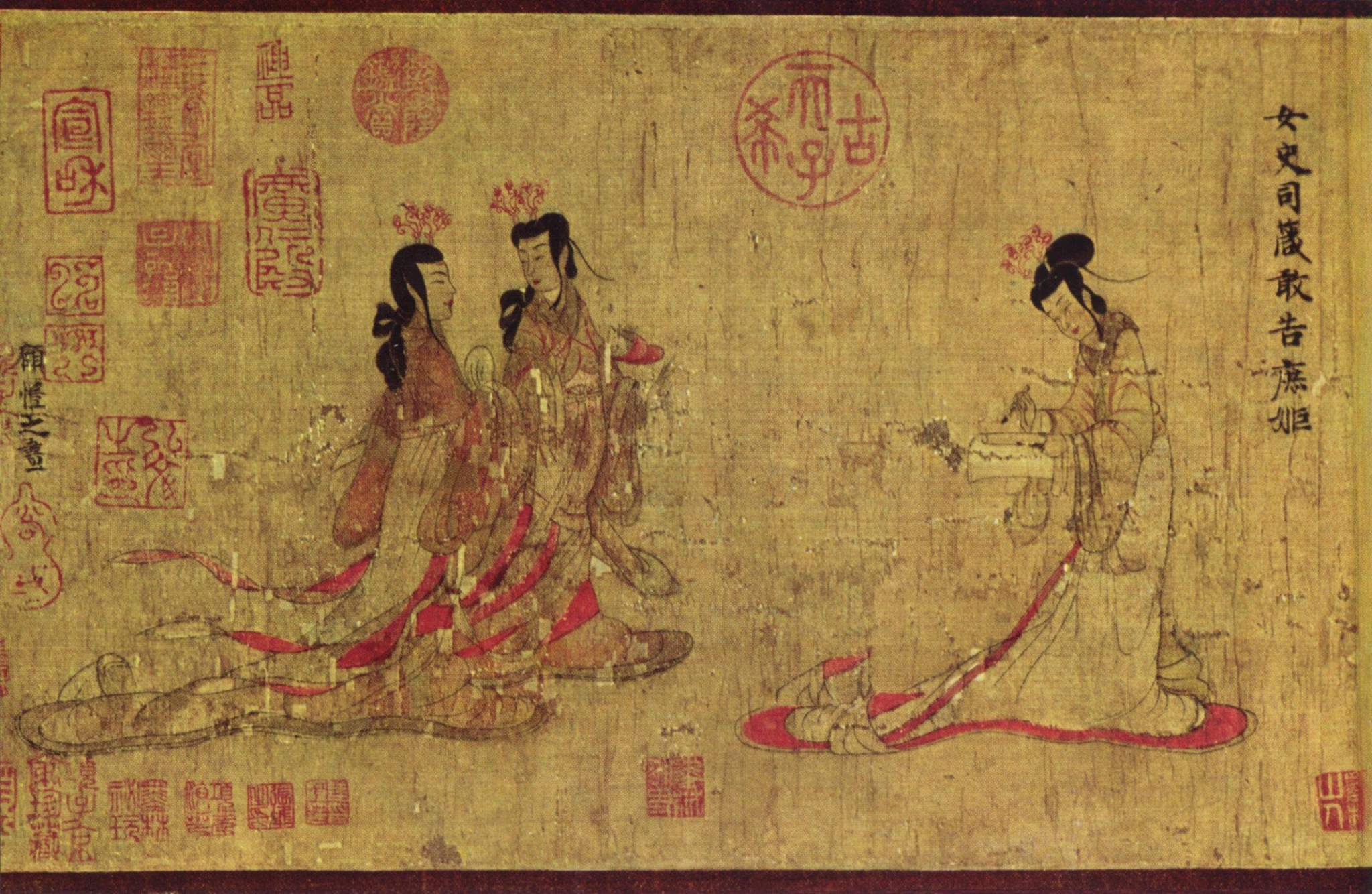
Napomnienia instruktorki dla dam dworu (fragment), tradycyjnie przypisywane Gu Kaizhi. British Museum
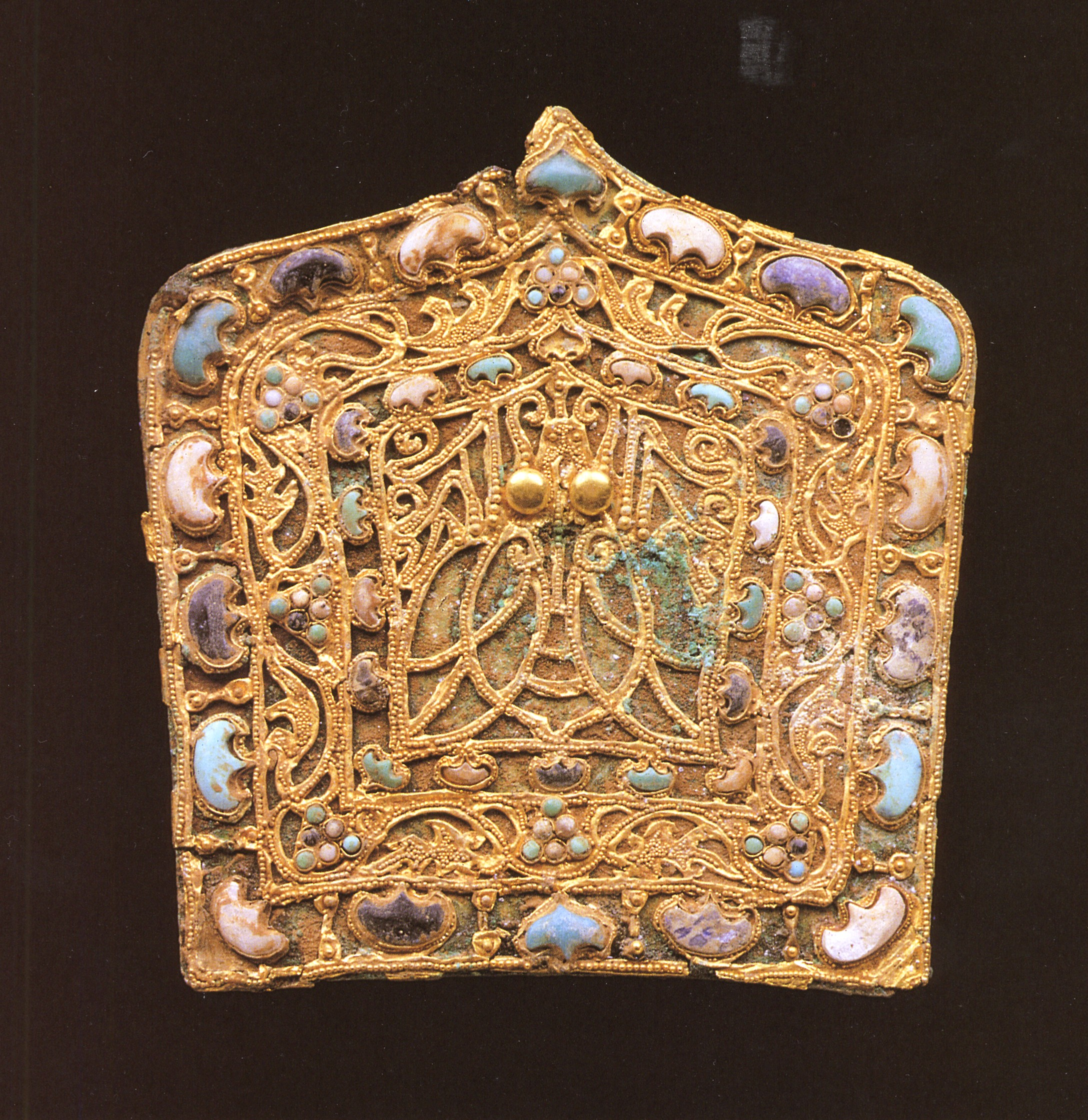
Plakietka dekorująca nakrycie głowy. Wschodnia dynastia Jin. Metropolitan Museum of Art
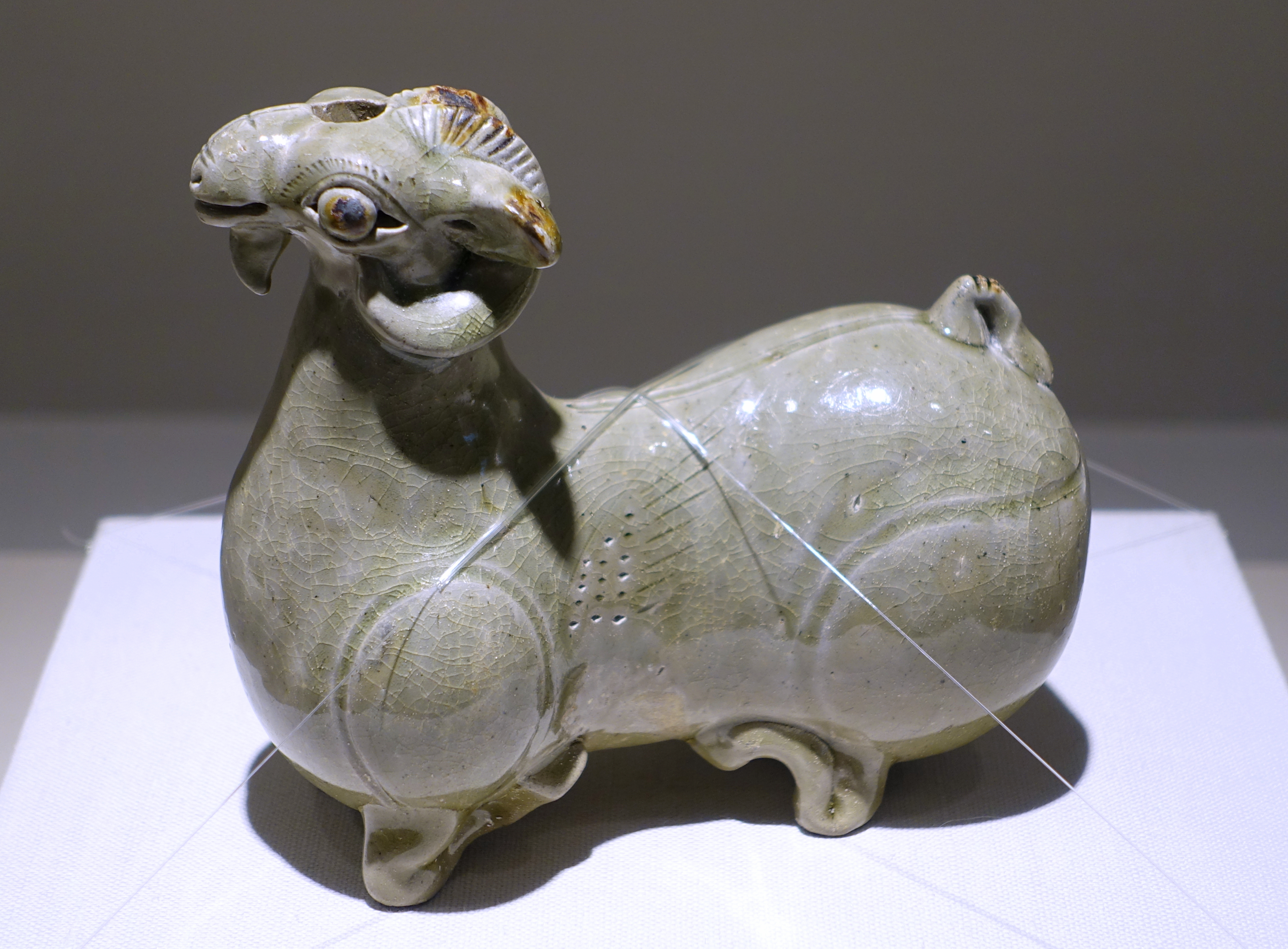
Ceramiczny skraplacz w kształcie owcy. Wschodnia dynastia Jin. Muzeum Sztuki Matsuoka